# Vinay Reddy
Vinay Reddy (Dayton, Estados Unidos; 4 de junio de 1993) es un redactor de discursos y asesor político estadounidense que se desempeña como director de redacción de discursos de la Casa Blanca. Fue redactor jefe de discursos de Joe Biden durante su segundo mandato como vicepresidente. Después de la administración de Obama, trabajó como vicepresidente de comunicaciones estratégicas de la National Basketball Association.

## Primeros años
Nació y creció en Dayton, Ohio, en el seno de una familia de inmigrantes de India. Obtuvo una Licenciatura en Artes de la Universidad de Miami y un Juris doctor de la Facultad de Derecho Moritz de la Universidad Estatal de Ohio.

## Carrera
Trabajó como redactor de discursos para el senador estadounidense Sherrod Brown. Fue redactor jefe de discursos de Joe Biden durante su segundo mandato como vicepresidente de los Estados Unidos. Durante la administración de Obama, fue un redactor de discursos para funcionarios de la Agencia de Protección Ambiental y el Departamento de Salud y Servicios Humanos de Estados Unidos. Después de la administración de Obama, Reddy trabajó como vicepresidente de comunicaciones estratégicas de la National Basketball Association.
Se desempeñó como asesor principal y redactor de discursos durante la campaña presidencial de Joe Biden 2020 y la transición presidencial. El 22 de diciembre de 2020, Biden designó a Reddy como el nuevo director de redacción de discursos de la Casa Blanca.

## Vida personal
Reddy está casado y tiene dos hijas.